# Döbrönte
Döbrönte je malá vesnička v Maďarsku v župě Veszprém, spadající pod okres Pápa. Nachází se asi 9 km jihovýchodně od Pápy. V roce 2015 zde žilo 237 obyvatel, z nichž 83,9 % tvoří Maďaři.
Kromě hlavní části zahrnuje Döbrönte i malé části Ilkapuszta a Üdülőtelep.
Döbrönte leží na silnici 8409. Hlavní silniční spojení je zajištěno přes sousední vesnici Ganna. Kolem Döbrönte protéká potok Bittva, který se vlévá do řeky Marcal.
V Döbrönte se nachází zámek Szarvaskő vára a katolický kostel Fájdalmas Szűz-templom. Nachází se zde též čtyři hotely, dvě restaurace, hřbitov, malý obchod a hřiště.